# Улица Маяковского (Ярославль)
У́лица Маяко́вского (бывшая Кладбищенская улица) — улица в Заволжском районе города Ярославля, лежит между проспектом Авиаторов и Университетской улицей.

## История
Улица появилась во второй половине XIX века, первоначально как дорога от Вологодской улицы к Тверицкому кладбищу. Первое известное название — Кладбищенская улица — возникло в 1910-х годах в связи с тем, что улица вела к кладбищу и далее проходила по его краю. В 1920-х улица была значительно продлена вдоль железнодорожной ветки (построенной в 1860-х годах к пристаням на Волге) при строительстве дороги к Ляпинской электростанции и возникшим рядом с ней посёлкам. По правую сторону улицы за железнодорожным полотном стал строиться посёлок для рабочих, разделённый переулками, получившими по улице название 1-14-й Кладбищенские переулки.
В октябре 1938 года улицу переименовали в улицу Маяковского в честь В. В. Маяковского (1893—1930) — советского поэта. Вместе с улицей были переименованы Кладбищенские переулки в переулки Маяковского, а посёлок вдоль улицы — в посёлок Маяковского (позже это название перешло к посёлку, построенному в 1950—1960-х годах по левую сторону улицы).

## Здания и сооружения
- № 17а — Средняя общеобразовательная школа № 46
- № 61 — Поликлиника МСЧ ЯЗДА
- № 63а — Детский сад № 52 «Лесная сказка»
- № 63 — Ярославский областной геронтологический центр
- № 65 — Жилой дом